# Dervish
Dervish ist eine irische Band, deren Stil stark von der traditionellen Folklore des Landes beeinflusst ist.

## Hintergrund
Sie wurde 1989 in Sligo gegründet. Die Gruppe vertrat ihr Heimatland beim Eurovision Song Contest 2007 in Helsinki mit dem Titel They Can’t Stop the Spring und belegte mit fünf Punkten den letzten Platz des Wettbewerbs.

## Diskografie
- 1989: The Boys of Sligo (ohne Cathy Jordan)
- 1993: Harmony Hill
- 1995: Playing with Fire
- 1996: At the End of the Day
- 1997: Live in Palma
- 1999: Midsummer Nights
- 2001: Decade
- 2003: Spirit
- 2005: A Healing Heart
- 2007: Travelling Show
- 2013: The Thrush in the Storm
- 2019: The Great Irish Songbook